# Fannuj
Fannūj (farsi فنوج) è una città dello shahrestān di Fanuj, circoscrizione Centrale, nella provincia del Sistan e Baluchistan in Iran. Aveva, nel 2006, una popolazione di 9.706 abitanti. 